# موریس مولن
موریس مولن (انگلیسی: Maurice Mollin; ۶ مهٔ ۱۹۲۴ – ۵ اوت ۲۰۰۳) دوچرخه‌سوار اهل بلژیک بود.